# Maaoua Etoumi
Maaoua Etoumi, née le 1er mai 1971, est une judokate marocaine.

## Carrière
Maaoua Etoumi est médaillée d'argent dans la catégorie des moins de 61 kg aux Jeux de la Francophonie 1989 et médaillée d'or dans la catégorie des moins de 61 kg aux Championnats d'Afrique de judo 1996. 